# 히가시아가노촌
히가시아가노촌(東吾野村)은 사이타마현 이루마군에 설치되었던 촌이다. 현재의 한노시에 해당한다.